# Croatian Bol Ladies Open 1995
Il Croatian Bol Ladies Open 1995 è stato un torneo di tennis giocato sulla terra rossa. È stata la 2ª edizione del torneo, che fa parte della categoria Tier III nell'ambito del WTA Tour 1995. Si è giocato al Športski Park Mladost di Zagabria in Croazia, dal 24 al 30 aprile 1995.

## Campionesse

### Singolare
Sabine Appelmans ha battuto in finale  Silke Meier con il punteggio di 6–4, 6–3.

### Doppio
Mercedes Paz /  Rene Simpson hanno battuto in finale  Laura Golarsa /  Irina Spîrlea con il punteggio di 7–5, 6–2.